# Chad Krowchuk
Chad Krowchuk, né le 30 octobre 1982 à Edmonton au Canada, est un acteur canadien.

## Biographie
Chad Krowchuk a joué dans Astéroïde en 2011.

## Filmographie

### Cinéma
- 2011 : Vampire de Shunji Iwai
- 2013 : Man of Steel
- 2014 : Poker Night de Greg Francis

### Télévision
- 2004 : Cultus : Organismes Génétiquement Monstrueux (Snakehead Terror) de Paul Ziller
- 2011 : Astéroïde (téléfilm)
- 2012 : Le Projet Philadelphia, l'expérience interdite (The Philadelphia Experiment) de Paul Ziller
- 2014 : Mariée avant le printemps (Ring by Spring)
- 2017 : Les Voyageurs du temps (Travelers) : Simon